# Amaia Osaba
Amaia Osaba Olaberri (Pamplona, 1 de mayo de 1975) es una deportista española que compite en piragüismo en las modalidades de maratón y kayak de mar.
Ganó dos medallas en el Campeonato Mundial de Piragüismo en Maratón en los años 2004 y 2018, y tres medallas en el Campeonato Europeo de Piragüismo en Maratón entre los años 2005 y 2019.
En la modalidad de kayak de mar, obtuvo dos medallas en el Campeonato Europeo en los años 2016 y 2018.

## Palmarés internacional
| Campeonato Mundial | Campeonato Mundial            | Campeonato Mundial | Campeonato Mundial |
| Año                | Lugar                         | Medalla            | Competición        |
| ------------------ | ----------------------------- | ------------------ | ------------------ |
| 2004               | Bergen (Noruega)              | Medalla de bronce  | K2                 |
| 2018               | Vila Verde (Portugal)         | Medalla de plata   | K2                 |
| Campeonato Europeo |                               |                    |                    |
| Año                | Lugar                         | Medalla            | Competición        |
| 2005               | Týn nad Vltavou ( Rep. Checa) | Medalla de plata   | K2                 |
| 2018               | Metković (Croacia)            | Medalla de bronce  | K2                 |
| 2019               | Decize (Francia)              | Medalla de bronce  | K2                 |

| Campeonato Europeo | Campeonato Europeo   | Campeonato Europeo | Campeonato Europeo |
| Año                | Lugar                | Medalla            | Competición        |
| ------------------ | -------------------- | ------------------ | ------------------ |
| 2016               | Cagliari (Italia)    | Medalla de plata   | K1                 |
| 2018               | Villajoyosa (España) | Medalla de bronce  | K1                 |